# Саед, Анджум
Анджум Саед (англ. Anjum Saeed, 11 августа 1968) — пакистанский хоккеист (хоккей на траве), полузащитник. Бронзовый призёр летних Олимпийских игр 1992 года, чемпион летних Азиатских игр 1990 года.

## Биография
Анджум Саед родился 11 августа 1968 года.
В 1990 году завоевал золотую медаль хоккейного турнира летних Азиатских игр в Пекине.
В 1992 году вошёл в состав сборной Пакистана по хоккею на траве на летних Олимпийских играх в Барселоне и завоевал бронзовую медаль. Играл на позиции полузащитника, провёл 3 матча, мячей не забивал.
В 1987—1993 годах провёл за сборную Пакистана 94 матча, забил 10 мячей.
По окончании игровой карьеры остался в хоккее на траве. Был тренером юниорской сборной Пакистана, директором юношеского чемпионата страны.